# Ћелија (филм)
Ћелија (енгл. The Cell) је амерички психолошки хорор, из 2000. године, са Џенифер Лопез, Винсом Воном и Винсентом Д'Онофријом у главним улогама.

## Радња
Психотерапеуткиња Кетрин Дин (Џенифер Лопез) покушава новом експерименталном методом излечити дечака, који је пао у кому. Захваљујући тој методи, она буквално улази у пацијентову свест и подсвест, покушавајући му помоћи. Истовремено, агенти ФБИ-ја покушавају лоцирати последњу жртву ухапшеног серијског убице, који је пао у кататонично стање. Једина нада агентима и жртви је управо Кетрин. Она улази у свест и подсвест зликовца, где је чекају тешка искушења, па јој је због тога и живот угрожен...

## Улоге
| Глумац            | Улога               |
| ----------------- | ------------------- |
| Џенифер Лопез     | Др. Кетрин Дин      |
| Винсент Д'Онофрио | Карл Рудолф Старџер |
| Винс Вон          | Агент Питер Новак   |
| Џејк Вебер        | Агент Гордон Ремзи  |
| Дилан Бејкер      | Хенри Вест          |